# Orion 5
Orion 5 var en planerad flygning som aldrig genomfördes, i det numera nedlagda Constellationprogrammet

## Färdplan
Flygningen skulle vara bemannad och docka med den Internationella rymdstationen. Besättningen skulle bestå av två personer, likt de som användes under de första fyra testflygningarna med rymdfärjan, och vara i ungefär 14 dagar.